# Приішимка (Єсільський район)
Приіши́мка (каз. Приишимка) — село у складі Єсільського району Акмолинської області Казахстану. Входить до складу Дворічного сільського округу.
Населення — 226 осіб (2021; 238 у 2009, 303 у 1999, 309 у 1989).
Національний склад станом на 1989 рік:
- росіяни — 58 %;
- українці — 22 %.

Станом на 1989 рік село називалось селище Приішимська.